# Podlom
Podlom – wieś w Słowenii, w gminie Kamnik. W 2018 roku liczyła 48 mieszkańców.